# Klokocs vára
Klokocs vára (horvátul: Stari grad Klokoč), várrom Horvátországban, a Vojnićhoz tartozó Klokoč falu területén.

## Fekvése
A vár romja a falutól északra emelkedő Gradina nevű magaslaton található. 

## Története
Klokocs és vára egyike volt a középkori nemzetségi központoknak. A vár már 1224-es említésekor a klokocsi nemesi közösség birtokában volt. A klokocsi közösség olyan nemesi családokból állt, akik Klokoč, Krstinja, a két Kladuša és Cetin felé eső területen éltek. Kiváltságaikat 1242 körül IV. Bélától kapták, cserébe katonai szolgálattal tartoztak. A falu lakói nem álltak földesúri hatalom alatt. A közigazgatás és az elsőfokú ítélkezést a nemes lakosok által választott testület hatáskörébe tartozott. 
A településen azonban nemcsak nemesek élhettek, hanem nemesi jogállású vagy nemesi telekre telepített jobbágyok is. A nemesi közösség mentes volt mindenféle közadótól, ügyeit a nemesek közgyűlése intézte. Ez választotta meg a falu elöljáróságát és a nemesi közösség vezetőjét, akit bírónak (iudex) neveztek. A környék urai (a Frangepánok, Cilleiek, Nádasdyak stb.) azonban csak részben tartották tiszteletben a kiváltságokat, melyekért a nemeseknek állandóan harcolniuk kellett. 1557-ben a vár a katonai határőrvidék igazgatása alá került, ami a nemesi közösség kiváltságainak elveszítéséhez, lényegében az itteni nemesség megszűnéséhez vezetett.
A sorozatos török támadások hatására a vidék lakossága nagyrészt elmenekült. Miután Bihács elesett, a védtelenné vált klokocsi várat is elhagyták. 1649-ben Zrínyi Péter horvát bán a vár alatt aratott nagy győzelmet a török felett. A várat 1681-ben foglalta vissza gróf Herberstein generális, károlyvárosi várparancsnok és a barilovicsi várkapitány irányítása alá rendelte. A 17. század végétől az elmenekült horvátok helyére a hódoltsági területekről nagyszámú szerb érkezett. A katonai határőrvidék megszervezésekor annak részeként a szluini határőrezred parancsnoksága alá tartozott, majd 1881-től a Vojnići járás része volt. A várat a 19. század közepén végleg elhagyta a katonaság és attól fogva az enyészet martaléka lett.

## A vár mai állapota
Klokocs várának romjai a falu feletti magaslaton néhol még emeletnyi magasságig állnak. Alaprajza négyszög alakú volt, melynek egyik sarkában állt a hengeres lakótorony, másik sarkában pedig a várpalota állt. A lakótorony körte alakú puskalőrései ma is jól láthatók, ez alapján építését a 16. század elejére teszik. Egyéb épületnek nem maradt nyoma tekintve, hogy azok egykor fából épültek. A várat kívülről palánk és várárok övezte, melyen át felvonóhídon lehetett bejutni.